# Repetierbüchse

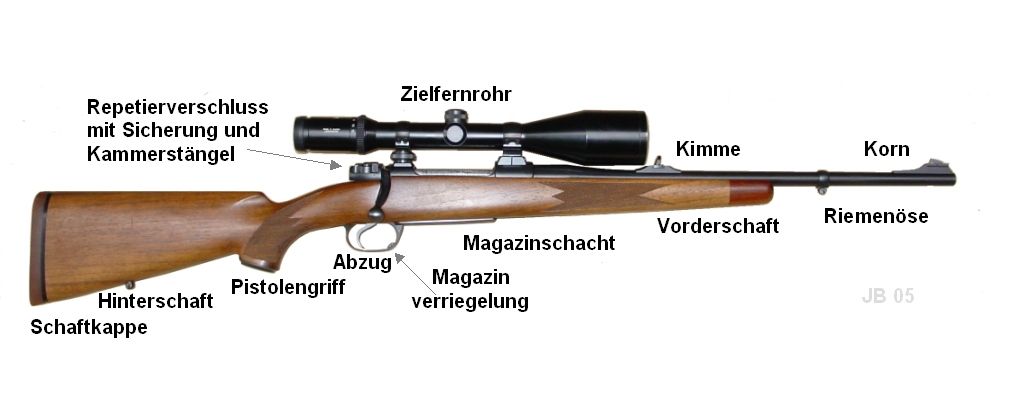
Moderne Repetierbüchse

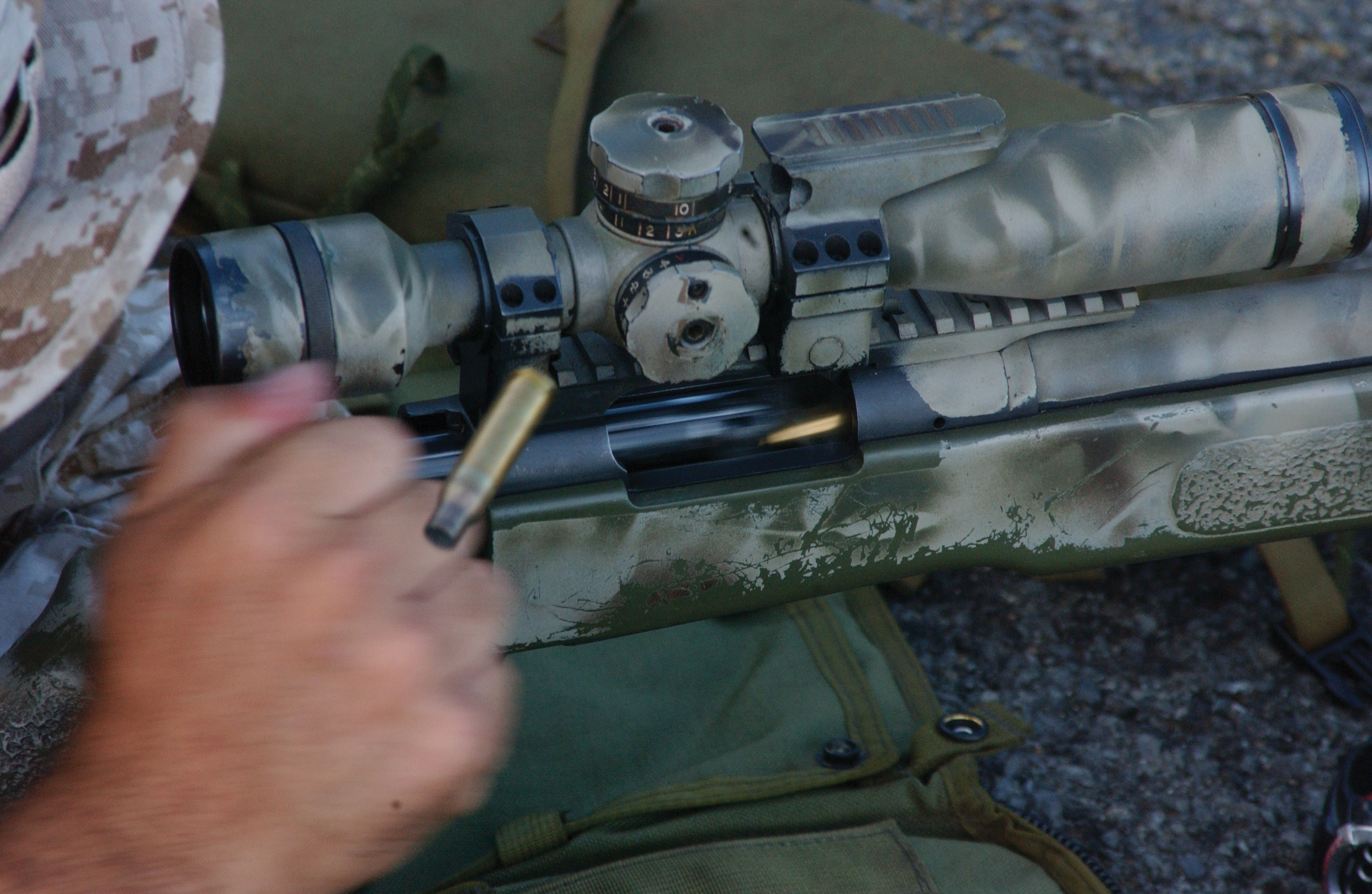
Mittels Zylinderverschluss wird die Patronenhülse ausgezogen und ausgeworfen und eine neue Patrone in das Patronenlager eingeführt.

Die Repetierbüchse (lat. repetere „wiederholen“), auch Repetierer, Repetiergewehr und seltener Durchlader genannt, ist eine Büchse (Gewehr) mit Repetiersystem. Nach der Schussabgabe wird der Verschluss durch manuelles Zurück- und Wiedervorschieben betätigt. Dabei wird die leere Patronenhülse aus dem Patronenlager ausgeworfen und aus einem Magazin eine neue Patrone von hinten in das Lager geführt. Beim Repetiervorgang wird auch das Schloss gespannt – Handspanner bilden die Ausnahme, werden aber aus Sicherheitsgründen als Jagdwaffe immer beliebter.
Nach dem deutschen Waffengesetz gelten Repetierbüchsen als Mehrladewaffe, sind daher keine Einzellader.

## Geschichte
Anfang des 17. Jahrhunderts entstanden die ersten einläufigen Mehrladegewehre. Es gab dafür mehrere technische Lösungen:
- In den Lauf sind mehrere Treibladungen und Geschosse hintereinander angeordnet. Zu jeder Treibladung gibt es eine eigene Zündpfanne und Zündkanal. Dann gibt es entweder ein verschiebbares Schloss (Luntenschloss oder Steinschloss) bzw. es gibt für jeden Zündkanal ein separates Schloss
- Verschiebbare, jeweils mit Treibladung und Geschoss geladene Kammern
- Getrennte Magazine für Treibladung und Geschosse z. B. beim Kalthoff-Magazingewehr oder Lorenzoni-Repetierersystem

Diese Gewehre waren jedoch nicht praxistauglich und setzten sich nicht durch. Sie waren umständlich zu laden, auch bestand die Gefahr, dass ein Funke ungewollt eine weitere Ladung zündet.
Die ersten mit mehr Erfolg eingesetzten Repetierbüchsen waren keine Feuerwaffen, sondern Windbüchsen. So wurde die Girandoni-Windbüchse gegen Ende des 18. Jahrhunderts militärisch eingesetzt.
Die Entwicklung der wirklich praxistauglichen Repetierbüchse wurde Mitte des 19. Jahrhunderts durch die Entwicklung der Patrone eingeleitet. Dabei hat sich die Zentralfeuerpatrone aus Metall mit Rand oder Ringfuge (Auszieherrille) als Basis für Repetierbüchsen durchgesetzt. Ausnahmen bilden die Kleinkaliber- und Flobert-Gewehre, sowie die Zimmerstutzen. Das Zündnadelgewehr und das Chassepotgewehr waren die Vorgänger der Repetierbüchse. Durch Ladevorrichtungen und Magazin entstanden mehrschüssige Handfeuerwaffen. Das Mauser Modell 71/84 war die erste deutsche Repetierbüchse mit Magazin. Entwicklungen mit unterschiedlichsten Verschlüssen führten letztendlich zu den heute bekannten Repetierbüchsen.

## Anwendungsbereiche und Bauarten
Repetierbüchsen werden in der Regel für den präzisen Einzelschuss benutzt. Scharfschützen, Jäger und Sportschützen verwenden dazu häufig Kammerstängelrepetierer. Unterhebel- oder Vorderschaftrepetierer sind eher im angloamerikanischen Raum oder beim Westernschießen verbreitet.
Ein großer Teil der heute zur Jagd verwendeten Repetiersysteme mit Zylinderverschluss sind auf das Mauser System 98 zurückzuführen, das von der Firma Mauser für das Militärgewehr Modell 98 entwickelt wurde. In jagdlicher Verwendung sind vorwiegend folgende Repetiersysteme anzutreffen:
- Kammerstängelrepetierer (engl. bolt action) einschließlich der Geradezugrepetierer (engl. straight-pull bolt action).
- Unterhebelrepetierer (engl. lever action)
- Vorderschaftrepetierer (engl. pump oder slide action)

Repetierbüchsen sind im Schießsport den Matchwaffen zugeordnet. Es werden Kleinkalibergewehre, Biathlongewehre und Zimmerstutzen eingesetzt. Bei den Biathlonwaffen hat sich der Fortnerverschluss durchgesetzt; im Bereich der Kleinkalibergewehre und Zimmerstutzen dominieren Systeme der Firmen Anschütz und Walther.
Weitere Systeme werden im Artikel Verschluss aufgeführt.
In der Ausführung mit verkürztem Lauf und einem bis zur Mündung reichenden Schaft wird die Repetierbüchse auch als Repetierstutzen bezeichnet.

## Aufbau der Repetierbüchse

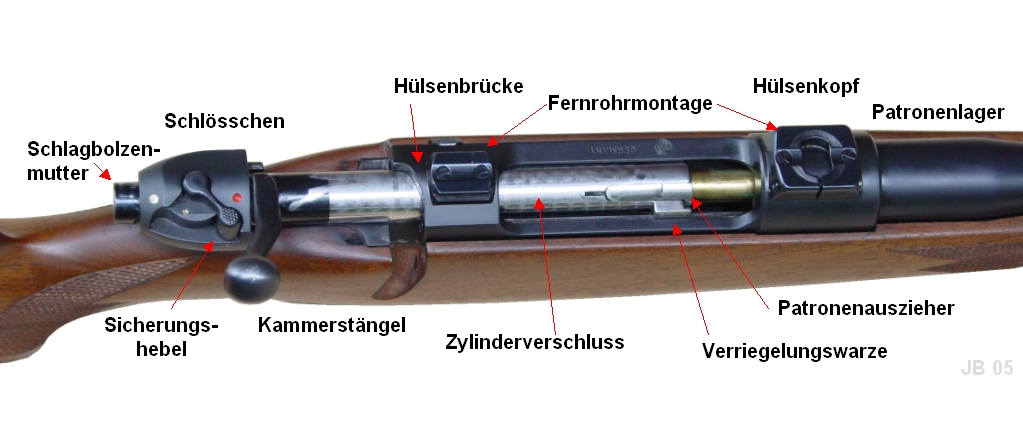
Repetiersystem mit Zylinderverschluss

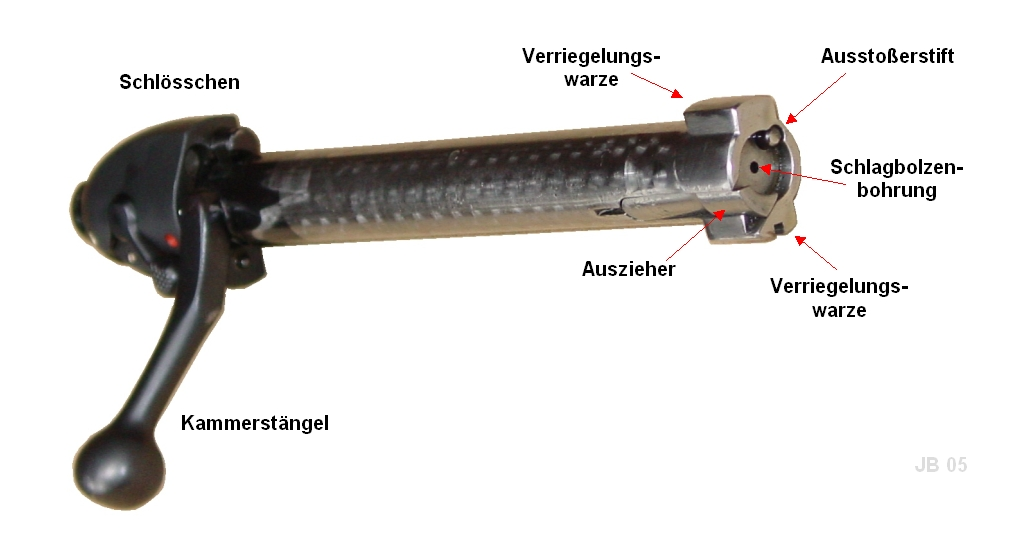
Zylinderverschluss der Repetierbüchse

Die Hauptbestandteile einer Repetierbüchse sind die Bauteile: Verschluss, Lauf, Magazin, Abzug, Schaft, Visierung oder Montagevorrichtungen für eine Zieloptik.
Es existieren etliche Bauweisen von Repetierbüchsen unterschiedlicher Hersteller. Beispielsweise beim Mauser System 98 ist der Lauf mit dem Patronenlager in den Verschluss eingeschraubt. Die Verschlusskammer befindet sich über dem Magazin. Sie hat seitlich oben eine lange Öffnung für den Auswurf abgeschossener Patronenhülsen. Der Verschlusszylinder wird von hinten in die Kammer geführt. Die meisten Repetierbüchsen müssen zum Öffnen entsichert sein. Die Abbildung zeigt eine Sicherung mit Zwischenstufe, welche das Öffnen im gesicherten Zustand erlaubt. Zur Verriegelung muss der Kammerstängel aus der im Bild gezeigten Stellung nach vorne geschoben  und dann nach unten gedrückt werden. Beim Öffnen (Kammerstängel nach oben und dann zurück) wird das Schloss gespannt. Links von der Hülsenbrücke befindet sich eine Entriegelung, welche den Zylinderverschluss zum Ausbau frei gibt.
Der Magazinschacht öffnet nach unten. Mit der Magazinverriegelung kann das Magazin zum Austausch ausgelöst werden. Nicht alle Repetierbüchsen haben ein Wechselmagazin. Das Mausersystem wird üblicherweise von oben geladen und entladen. Dies gilt auch für Einzelladerbüchsen mit einer Ladewanne anstelle des Magazins.
Kimme und Korn bilden die als offenes Visier bezeichnete Visiereinrichtung. Für den jagdlichen Einsatz werden optische Zieleinrichtungen wie z. B. das Zielfernrohr verwendet. Diese Zieleinrichtungen werden durch passgenaue Montagen auf der Hülsenbrücke und dem Hülsenkopf schussfest und wiederholgenau montiert. Festmontagen werden für die dauerhafte Verbindung von Zieloptiken verwendet. Wechselmontagen verschiedener Bauarten (Einhakmontagen, Schwenkmontagen) ermöglichen den wahlweisen Einsatz von Zieloptiken.
Der Schaft der Büchse ist meist aus einem Stück gefertigt, um passgenau den Lauf, den Abzug und das Magazin aufzunehmen. Als Material wird Nussbaumholz bevorzugt, aber neben anderen Holzarten auch Kunststoff und Schichtholz verwendet. Meist ist der Lauf mittels zweier Schrauben, der Kreuzschraube vor und der Kastenschraube hinter dem Magazin, mit dem Schaft verbunden.  Von der Kreuzschraube aus kann der Lauf frei schwingen und sich bei Erwärmung ausdehnen.